# 鳳梨蛋白酶

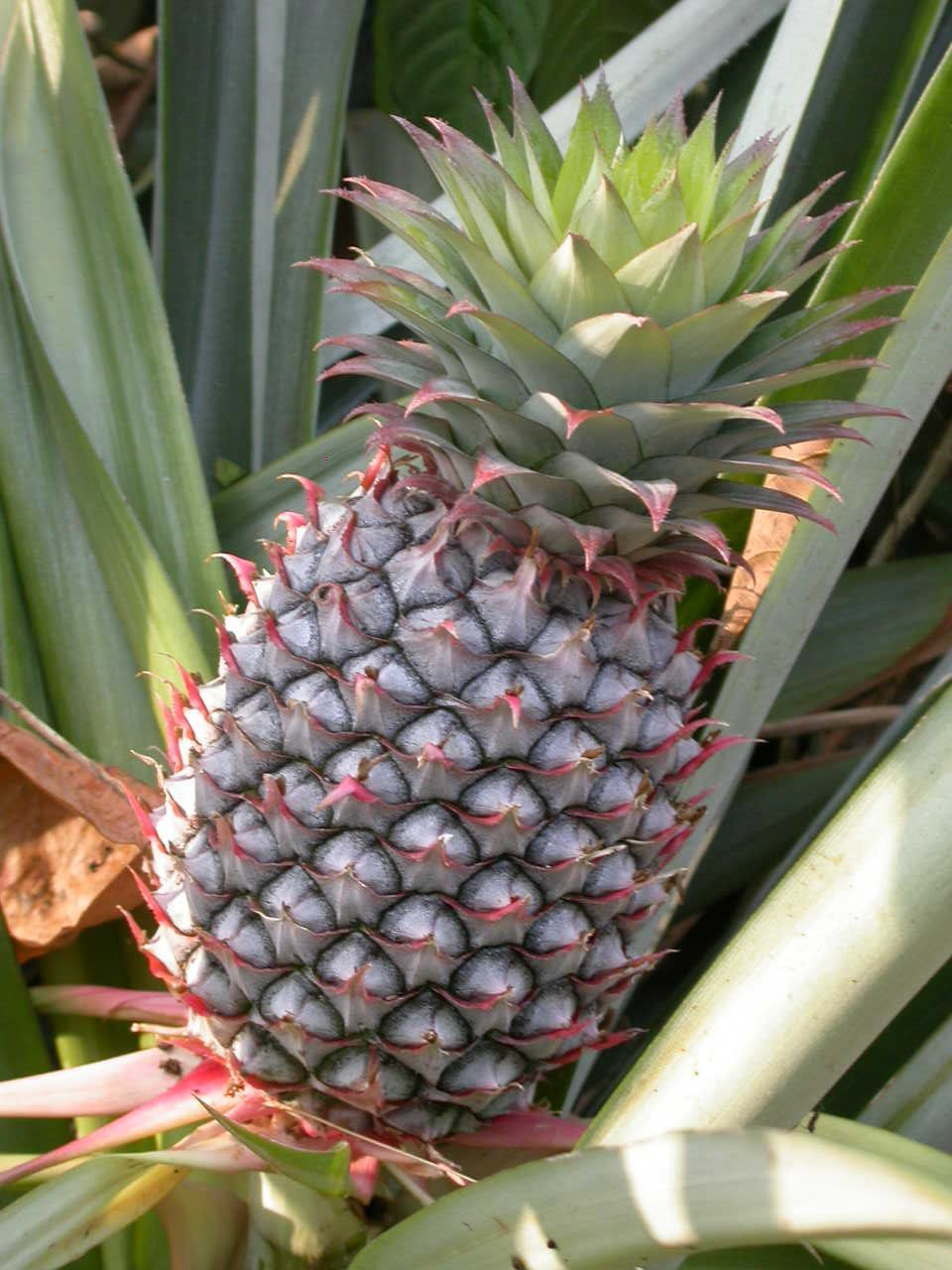
鳳梨，鳳梨科的成員之一

鳳梨蛋白酶，也称为鳳梨酶、鳳梨酵素，是一種從鳳梨莖中提取的蛋白酶提取物，儘管它存在於新鮮菠蘿的所有部分。  該提取物具有民間传统医学使用的歷史。 作為一種成分，它被用於化妝品、外用藥物和嫩肉劑。
術語“鳳梨蛋白酶”(Bromelain)可能是指從鳳梨科植物中提取的兩種蛋白酶中的任何一種，也可能是指這些酶與提取物中產生的其他化合物的組合。  鳳梨蛋白酶被稱為鳳梨果蛋白酶和鳳梨莖蛋白酶。
儘管在各種民間醫學和研究模型中測試了鳳梨蛋白酶可能對疾病產生的療效，但只有一種在 2012 年獲得歐洲藥品管理局批准的臨床應用——一種名為 NexoBrid 的外用藥物，用於清創嚴重皮膚燒傷中的死組織。 
| 有效溫度 40-60℃  | 最適溫度 50-60℃  | 失活溫度 大約65℃以上 |
| 有效pH值 4.0-8.0 | 最適pH值 4.5-5.5 |                      |

## 成分
鳳梨蛋白酶提取物是蛋白質消化（蛋白酶解）酶和少量其他幾種物質的混合物。 蛋白水解酶是半胱氨酸蛋白酶； 功能需要半胱氨酸氨基酸側鏈的游離巰基。鳳梨蛋白酶主要的兩種蛋白酶為：
- 鳳梨莖酶（英语：Stem bromelain） - EC 3.4.22.32
- 鳳梨果酶（英语：Fruit bromelain） - EC 3.4.22.33

也含有過氧化物酶、酸性磷酸酶、蛋白酶抑制劑、鈣質等等。

## 歷史
首次成功分離出鳳梨酶的歷史紀錄是委內瑞拉的化學家文森特‧馬卡羅（Vicente Marcano）在1891年時從鳳梨的果實中分離出該酶。

## 來源
菠蘿蛋白酶存在於菠蘿植物的所有部位，但莖是最常見的商業來源，大概是因為收成後容易萃取。

## 生產
鳳梨酶生產於泰國、台灣，與其他世界上有種植鳳梨的熱帶地區。
鳳梨酶製備於收穫果實之後的鳳梨植物的莖部。這些莖部經過去皮、壓碎，然後再擠出其汁液，這些取得的汁液中就有含有鳳梨酶的溶液。
而進一步的處理過程則包括壓出汁液的濃縮，來取得更純的鳳梨酶。這個過程都是在符合嚴格環境條件控制的工廠中進行的，來確保微生物上的高品質以及酶的純度。
鳳梨酶的產品都可以用粉末的方式取得。

## 物理特性
鳳梨蛋白酶是一種白色至棕褐色粉末，可溶解於水，在50—60 °C（122—140 °F）的溫度下穩定。

## 用途

### 肉類嫩化和其他用途

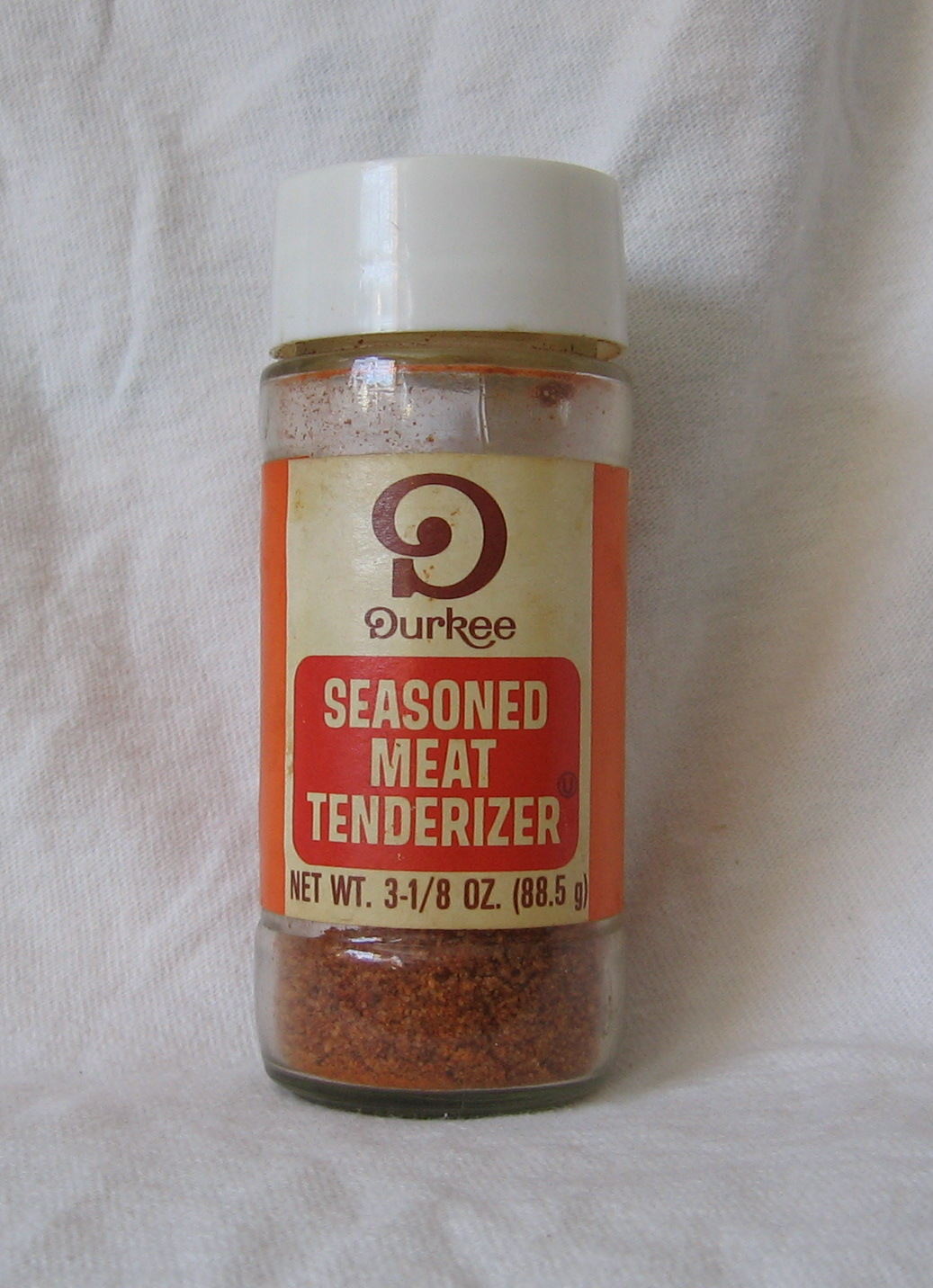
一罐含有鳳梨蛋白酶的Durkee牌嫩肉劑。

與木瓜蛋白酶相同，鳳梨酶是肉品嫩化中最常使用的物質之一。鳳梨蛋白酶以粉末形式出售，與腌泡料混合，或直接撒在生肉上。
煮熟或罐裝的鳳梨沒有嫩化效果，因為酶在烹飪過程中不耐熱並變性。 一些預製肉類產品，如肉丸和市售醃泡汁，包括鳳梨和/或鳳梨衍生成分。 
雖然一份典型的鳳梨果實中的菠蘿蛋白酶含量可能並不多，但特定提取物可以產生足夠的量用於家庭和工業加工，包括用於烘焙、切開水果的防褐變、紡織品和化妝品製造。

### 潛在的醫療用途
鳳梨蛋白酶尚未被科學證明可有效治療任何疾病，也未被美國食品和藥物管理局批准用於治療任何疾病。  在美國，膳食補充劑健康和教育法 (DSHEA, 1994) 的通過允許銷售含鳳梨蛋白酶的膳食補充劑，儘管功效尚未得到證實。 攝入鳳梨蛋白酶可能會導致一些對鳳梨敏感的人產生過敏反應。
雖然已經對鳳梨蛋白酶的醫療用途進行了研究，但“[他們]中的大多數人都存在方法學問題，因此很難得出明確的結論”，因為沒有明確確定療效、推薦劑量、長期安全性或與其他藥物的不良相互作用。
富含鳳梨蛋白酶的蛋白水解酶濃縮物在歐洲被批准用於嚴重燒傷傷口的清創（去除死組織），商品名為 NexoBrid。系統性酶療法（由鳳梨蛋白酶、胰蛋白酶、胰凝乳蛋白酶和木瓜蛋白酶等蛋白水解酶的組合組成）已在歐洲進行研究，以評估乳腺癌、結直腸癌和漿細胞瘤(Plasmacytoma)患者的療效。  鳳梨蛋白酶作為輔助療法可能有效緩解未接受抗生素治療的患者的急性鼻鼻竇炎症狀。
鳳梨酶可以被應用在許多醫藥方面的領域。它首度使用於醫藥領域是1957年，當時它成功地使用於阻隔一些發炎代謝物的作用上，而這些代謝物原本會加速並且惡化發炎反應。
鳳梨酵素因屬蛋白質，易受腸胃道酸鹼值及消化酵素破壞，需要製備成腸溶錠這種特殊劑型，才能發揮療效。
功效：
- 鳳梨酶是一種抗炎性的藥物，所以也被使用在運動傷害、外傷、關節炎[12]，與其他種類的紅腫。它主要的用途是用在運動傷害、腸胃道問題、靜脈炎、鼻竇炎與手術後的復原的療助上面。200mg劑量的鳳梨酶已經證明是非類固醇消炎止痛藥的有效替代品[13]。
- 研究顯示鳳梨酶在降低血小板的過度集結並降低血液中血栓上面也是有效果的，特別是動脈的血液。
- 鳳梨酶可能對於治療人類免疫缺陷病毒疾病有所效果[14]。
- 量產的鳳梨酶混合物可以使用在第三級灼傷的治療上，更高層級的燒傷治療則正在審核中。

副作用：
- 鳳梨酶的副作用包括噁心、嘔吐、腹瀉、經血過多以及可能產生過敏的反應。
- 有一項研究也認為鳳梨酶會增加心跳率[15]。將鳳梨酶的劑量增加至460毫克則顯示對人類的心跳與血壓沒有影響；然而，如果將劑量增加到1840毫克則會使心跳率呈現出比例性的增加。

## 其他植物蛋白酶
其他的植物蛋白酶包括來自於木瓜的木瓜蛋白酶、來自於奇異果的奇異果蛋白酶、以及來自於無花果屬的無花果蛋白酶等等。這些蛋白酶可能會在使用時於嘴裡引起刺痛、咬舌頭的感覺。塗抹少許鹽巴在生鳳梨上食用，能避免鳳梨咬舌頭的情況。

## 外部連結
- （英文）醫學主題詞表（MeSH）：Bromelains
- （英文）鳳梨酶 （页面存档备份，存于），馬里蘭大學醫學中心
- （英文）技術資料，Enzyme University™